# Корзинкин, Владимир Фёдорович
Владимир Фёдорович Корзинкин (18 июля 1933, Тверская область, Российская Федерация — 2004, город Алчевск Луганской области) — украинский советский деятель, сталевар, новатор производства в металлургической промышленности. Герой Социалистического Труда (1971). Кандидат в члены ЦК КПУ (1976—1986).

## Биография
Родился в семье крестьянина, председателя сельского совета.
В 1954 году окончил ремесленное училище № 5 города Электросталь Московской области.
В 1954—1957 годах — подручный сталевара, в 1957—1983 — сталевар Коммунарского металлургического завода Луганской (Ворошиловградской) области.
Член КПСС с 1962 года.
В 1962—1963 годах — сталевар-наставник металлургического комбината в Болгарской Народной Республике.
Без отрыва от производства окончил Коммунарский индустриальный техникум.
В 1983—1987 годах — мастер производственного обучения подручных сталеваров Коммунарского профессионально-технического училища № 8 Ворошиловградской области.
Будучи на пенсии, жил в городе Коммунарске (Алчевске) Луганской области.

## Награды
- Герой Социалистического Труда (1971)
- орден Ленина (1971)
- орден Трудового Красного Знамени
- Орден «Знак Почёта»
- медали
- заслуженный металлург УССР
- почётный гражданин города Коммунарск (Алчевск) (1983)

## Ссылка
- Корзинкин Владимир Федорович (1933—2004). Алчевская централизованная библиотечная система. Дата обращения: 30 сентября 2016. Архивировано из оригинала 7 августа 2016 года.